# Hauteville-Lompnes (tổng)
Tổng Hauteville-Lompnès là một tổng của Pháp nằm ở tỉnh Ain trong vùng Rhône-Alpes.

## Địa lý

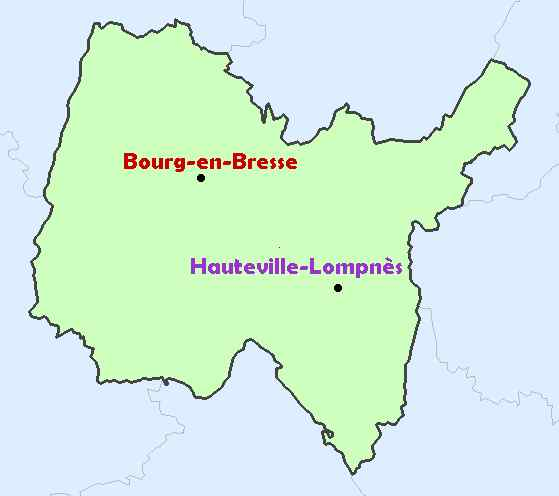
Vị trí Hauteville trong tỉnh

Tổng này được tổ chức xung quanh Hauteville-Lompnès ở quận Belley. Độ cao ở đây từ 431 m (Aranc) đến 1 241 m (Cormaranche-en-Bugey) với độ cao trung bình 817 m.

## Hành chính
| Giai đoạn | Ủy viên         | Đảng | Tư cách |
| --------- | --------------- | ---- | ------- |
| 1998-2004 | Philippe Virard | MDC  |         |
| 2004-2010 | Jacques Rabut   | DVG  |         |

## Số đơn vị
Tổng Hauteville-Lompnès groupe 6 xã và có dân số 5 068 dân (theo điều tra dân số năm 1999, số lượng không tính trùng).
| Xã                   | Dân số | Mã bưu chính | Mã insee |
| -------------------- | ------ | ------------ | -------- |
| Aranc                | 275    | 01110        | 01012    |
| Corlier              | 73     | 01110        | 01121    |
| Cormaranche-en-Bugey | 726    | 01110        | 01122    |
| Hauteville-Lompnès   | 3 662  | 01110        | 01185    |
| Prémillieu           | 33     | 01510        | 01311    |
| Thézillieu           | 299    | 01110        | 01417    |

## Biến động dân số
| 1962                                                     | 1968  | 1975  | 1982  | 1990  | 1999  |
| -------------------------------------------------------- | ----- | ----- | ----- | ----- | ----- |
| 4 766                                                    | 5 116 | 5 221 | 4 860 | 5 303 | 5 068 |
| Nombre retenu à partir de 1962 : dân số không tính trùng |       |       |       |       |       |